# 窦房结
窦房结（英文：Sinus node, sinoatrial node, 或 SA node）是心脏中位於右心房和上腔静脉连接处的一个心外膜下结构，又稱為節律點。窦房结是正常心跳的产生部位，由其产生的心跳速率约为每分钟72次。当窦房结病变时可能会引发心跳过速、心跳过缓等心脏病，也可能由心脏的其他部位如心房、心室、浦氏纤维接管起搏功能，它们的搏动速率均要低于窦房结。成年人窦房结的大小约为长15毫米，宽5毫米，厚2毫米。窦房结内部由起搏细胞（P细胞）和过渡细胞两种细胞组成，前者舒张快组成数个集群，后者则包围着这些集群负责传导。